# Rhopalomyia sulcata
Rhopalomyia sulcata är en tvåvingeart som beskrevs av Gagne 1995. Rhopalomyia sulcata ingår i släktet Rhopalomyia och familjen gallmyggor.
Artens utbredningsområde är New Mexico. Inga underarter finns listade i Catalogue of Life.